# Károly Nagy
Dans les noms hongrois, le nom de famille précède le prénom, mais cet article utilise l’ordre habituel en français, où le prénom précède le nom.
Károly Nagy, né le 6 décembre 1797 et mort le 2 mars 1868, est un astronome, mathématicien, chimiste et homme politique hongrois. Son observatoire de Bicske était l'un des observatoires les mieux équipés d'Europe au XIXe siècle. Il a été détruit pendant la Première Guerre mondiale. Seule sa tour principale subsiste aujourd'hui.

## Biographie
Le promoteur de Nagy était Kázmér Batthyány (en), le ministre des affaires étrangères du gouvernement Szemere (hu) (Bertalan Szemere était le Premier ministre de la Hongrie à l'époque). Après la Révolution hongroise de 1848, il est emprisonné dans le Nouveau Bâtiment, surnommé la « Bastille hongroise ». Il offrit son domaine et son observatoire à l'empereur d'Autriche. Peu de temps après, il émigra à Paris. Il fut le premier scientifique hongrois à rencontrer un président américain, Andrew Jackson, et le premier voyageur hongrois qui écrivit une couverture détaillée de la vie des Amérindiens.

## Honneurs
L'astéroïde (115059) Nagykároly, découvert par Krisztián Sárneczky et Brigitta Sipőcz à la station Piszkéstető en 2003, a été nommé en sa mémoire. La citation de nommage officielle a été publiée par le Centre des planètes mineures le 23 septembre 2010 (M.P.C. 72201).
La Fondation d'utilité publique Nagy Károly pour l'astronomie porte également son nom.